# 加菲爾德種植園 (緬因州)
加菲爾德種植園（英語：Garfield Plantation）是位於美國緬因州阿魯斯圖克縣的一個種植園。

## 人口
根據2020年美國人口普查的數據，加菲爾德種植園的面積為99.90平方千米，當中陸地面積為99.20平方千米，而水域面積為0.70平方千米。當地共有人口79人，而人口密度為每平方千米0人。